# Atletica leggera alla XXX Universiade - Marcia 20 km maschile
La specialità della marcia 20 km maschile alla Universiade di Napoli 2019 si è svolta il 12 luglio 2019.

## Risultati

### Individuale
| Posizione | Nome                    | Nazione       | Tempo   | Note                          |
| --------- | ----------------------- | ------------- | ------- | ----------------------------- |
|           | Koki Ikeda              | Giappone      | 1:22:49 |                               |
|           | Masatora Kawano         | Giappone      | 1:23:20 |                               |
|           | Yuta Koga               | Giappone      | 1:23:35 |                               |
| 4         | Şahin Şenoduncu         | Turchia       | 1:23:40 | Miglior prestazione personale |
| 5         | Francesco Fortunato     | Italia        | 1:23:53 |                               |
| 6         | Zhang Jun               | Cina          | 1:24:00 |                               |
| 7         | Karl Junghannss         | Germania      | 1:24:54 |                               |
| 8         | Gregorio Angelini       | Italia        | 1:25:49 | Miglior prestazione personale |
| 9         | Chen Rui                | Cina          | 1:26:24 |                               |
| 10        | Miroslav Úradník        | Slovacchia    | 1:27:42 |                               |
| 11        | Joo Hyun-myeong         | Corea del Sud | 1:29:51 |                               |
| 12        | Brandon Segura          | Messico       | 1:30:08 |                               |
| 13        | Bence Venyercsán        | Ungheria      | 1:34:16 |                               |
| 14        | Anatoli Homeleu         | Bielorussia   | 1:34:42 |                               |
| 15        | Kim Ming-yu             | Corea del Sud | 1:37:02 |                               |
| 16        | Kim Nak-hyun            | Corea del Sud | 1:39:28 |                               |
|           | Neeraj Kumar Chaurasiya | India         | DNF     |                               |
|           | Yin Jiaxing             | Cina          | DQ      |                               |
|           | Michele Antonelli       | Italia        | DQ      |                               |
|           | Declan Tingay           | Australia     | DQ      |                               |

### Squadre
| Posizione | Nazione                                                 | Tempo   | Note |
| --------- | ------------------------------------------------------- | ------- | ---- |
|           | Giappone Koki Ikeda Masatora Kawano Yuta Koga           | 4:09:44 |      |
|           | Corea del Sud Joo Hyun-myeong Kim Min-gyuu Kim Nak-hyun | 4:46:21 |      |